# N423 (België)
De N423 is een korte Belgische gewestweg bij Zelzate die vanaf de R4 tot aan de grens met Nederland loopt en daar overgaat in de N62. De weg bestaat uit twee gescheiden rijstroken. De route heeft een lengte van ongeveer 550 meter.